# 서엄
서엄(徐崦, 1529년 ~ 1573년)은 조선의 문신이다. 본관은 대구, 자는 진지(鎭之), 호는 춘헌(春軒)이다. 증조할아버지는 언양현감 서거광(徐居廣), 증조할머니는 죽산 안씨(竹山安氏), 할아버지는 사헌부장령 서팽소(徐彭召), 할머니는 양지(楊沚)의 딸인 안악 양씨, 아버지는 이조판서를 증직된 서고(徐固)이며, 동생은 함재 서해(徐嶰)이다.

## 생애
서엄은 1555년(명종 10년)에 진사에 합격하였고, 1560년(명종 15년)에는 별시문과(別試文科)에 병과로 급제한 후, 예조상훈(禮曹常訓)에 오른 뒤 함경도도사(咸鏡道都事)를 거쳐 사예(司藝)에 이르렀다.
그는 학문이 뛰었고, 문장에 능하였다. 서엄은 시폐(時弊)를 고칠 것을 주장하여 수만 언의 상소문을 썼다고 한다. 또한, 아첨하는 신하를 처단하라고 청한 강직한 선비였다.

## 가족 관계
- 증조할아버지: 서거광(徐居廣)
- 증조할머니: 죽산 안씨(竹山安氏)
  - 할아버지: 서팽소(徐彭召)
  - 할머니: 양지의 딸
    - 아버지 : 서고(徐固)
      - 형: 서대(徐岱)
      - 동생: 서해(徐嶰)